# Peter Cameron (Mathematiker)

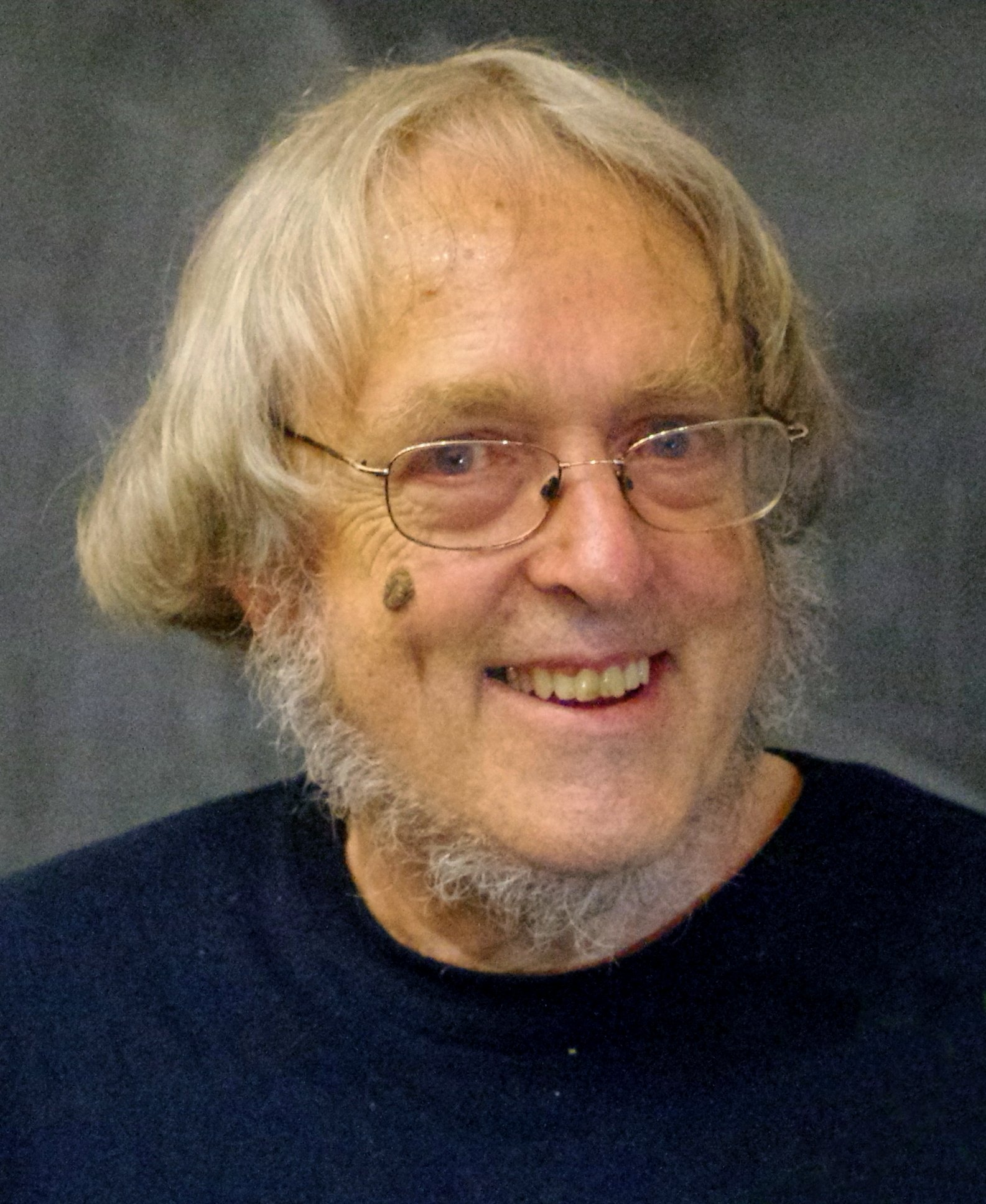
Peter Cameron

Peter Jephson Cameron (* 23. Januar 1947 in Toowoomba) ist ein australischer Mathematiker, der sich mit Kombinatorik, Logik und Gruppentheorie (Permutationsgruppen) beschäftigt.
Cameron studierte von 1964 bis 1967 an der University of Queensland und wurde 1971 bei Peter Neumann an der Universität Oxford promoviert (Structure of suborbits in some primitive permutation groups). Er war dort ab 1968 als Queensland Rhodes Scholar. Danach war er Forscher (Junior Research Fellow) am Merton College in Oxford, 1974 bis 1976 Lecturer am Bedford College der Universität London und ab 1976 wieder Tutor beziehungsweise Lecturer am Merton College. Ab 1986 war er Reader und ab 1987 Professor für Mathematik am Queen Mary College der Universität London. Er war unter anderem Gastprofessor an der Universität Sydney (1979), Gastwissenschaftler am Caltech (Sherman Fairchild Distinguished Scholar) und am Gonville and Caius College der Universität Cambridge (2008).
Cameron studierte insbesondere Permutationsgruppen mit Anwendungen in Statistik (Design von Experimenten), Graphen, Codes und Geometrie.
Eine nach ihm und Paul Erdős benannte Vermutung, dass die Anzahl summenfreier Teilmengen natürlicher Zahlen von der Größenordnung {\displaystyle 2^{\frac {N}{2}}} ist (und damit von derselben Größenordnung wie im Spezialfall der ungeraden Zahlen), wurde 2004 von Ben Green bewiesen.
1990 war er Gastredner auf dem Internationalen Mathematikerkongress in Kyōto (Infinite permutation groups in enumeration and model theory). 1979 erhielt er den Junior Whitehead-Preis, 2003 die Euler-Medaille und 2017 den Senior-Whitehead-Preis.

## Schriften
- Permutation Groups, Cambridge University Press 1999
- Combinatorics: topics, techniques, algorithms, Cambridge University Press 1994
- Sets, logics and combinatorics, Springer 1999
- Oligomorphic permutation groups, Cambridge University Press 1990
- Introduction to Algebra, Oxford University Press 1989, 2. Auflage 2008
- mit Jacobus van Lint: Graph theory, coding theory and block designs, Cambridge University Press 1975
- dieselben: Graphs, codes and designs, Cambridge University Press 1980
- Parallelisms of complete designs, Cambridge University Press 1976